# Linia kolejowa Nasielsk Wąskotorowy – Pułtusk
Zasugerowano, aby zintegrować ten artykuł z artykułem Nasielska Kolej Dojazdowa (dyskusja). Nie opisano powodu propozycji integracji.
Wąskotorowa linia kolejowa po której niegdyś kursowały pociągi Nasielskiej Kolei Dojazdowej. Tory linii kolejowej przestały funkcjonować w 1992 roku a w 2011 roku zostały całkowicie zdemontowane na trasie Nasielsk – Pułtusk.